# Деревиноїдність

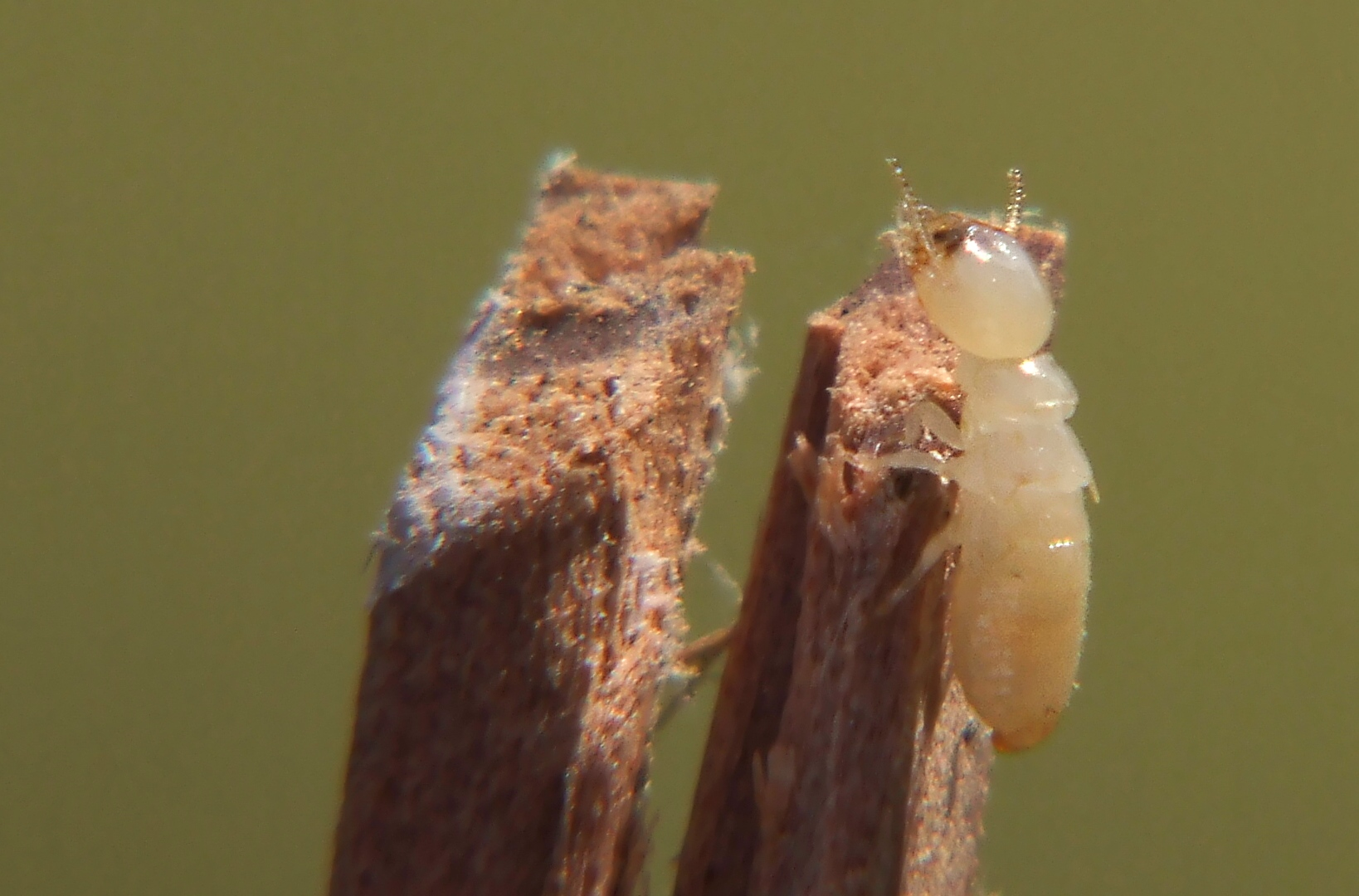
Робочий терміт

Деревиноїдність (ксилофаги) — термін, який використовується в екології для опису звичок тварин, раціон яких складається в основному (часто виключно) з деревини. Слово походить від грецького ξυλοφάγος (xulophagos) — «їсть деревину», від ξύλον (xulon) — «дерево» та φαγεῖν (phagein) — «їсти». Тварини, які живляться тільки мертвою деревиною, називаються сапроксилофагами або сапроксилами.

## Комахи-ксилофаги
Більшість таких тварин є членистоногими, в першу чергу комахами різних видів, у яких поведінка досить поширена і зустрічається в багатьох різних рядах. Нерідкі випадки, коли комахи різного ступеня спеціалізуються; в одних випадках вони обмежуються певними групами рослин (таксономічна спеціалізація), а в інших – це фізичні характеристики самої деревини (наприклад, стан гниття, твердість, чи деревина жива чи мертва, або вибір серцевина проти заболоні проти кори).
Багато комах-ксилофагів мають симбіотичних найпростіших та/або бактерій у травній системі, які допомагають у розщепленні целюлози; інші (наприклад, родина термітів Termitidae) мають власну целюлазу. Інші, особливо серед груп, які харчуються гнилою деревиною, отримують більшу частину свого харчування шляхом перетравлення різноманітних грибів, які ростуть серед деревних волокон. Такі комахи часто переносять спори грибів у спеціальних структурах на своєму тілі (званих «мікангіях») і самі заражають дерево-хазяїна, коли відкладають свої яйця..

## Приклади тварин, що харчуються деревиною
Короїди, бобер, червиці, Limnoriidae, рогохвости, Panaque, тередові, терміти, мокриці.